# لی جی اون (بازیگر، زاده ۱۹۷۱)
لی جی اون (کره‌ای: 이지은؛ ۲۸ اوت ۱۹۷۱ – ۸ مارس ۲۰۲۱) بازیگرو مدل اهل کره جنوبی بود که بیشتر در دههٔ ۱۹۹۰ فعالیت داشت. او در فیلم مسافرخانه بریدکیج و مجموعه‌های تلویزیونی پادشاه و ملکه و امپراتور دریا ایفای نقش کرده است. او زادهٔ سال ۱۹۷۱ است و در سال ۱۹۹۴ در یک برنامه تبلیغاتی شبکه اس‌بی‌اس به نام گود مورنینگ به عنوان مدل فعالیتش را آغاز کرد. او در سال ۱۹۹۵ خاطر عملکردش در فیلم کوم هونگ عزیزم برندهٔ جایزه بهترین بازیگر تازه‌کار زن در جوایز فیلم اژدهای آبی شد.
جسد لی در ۸ مارس ۲۰۲۱ در خانه‌اش در سئول یافت شد.